# Petrus Franciscus Greive
Petrus Franciscus Greive (Amsterdam, 1811 – 1872), fou un pintor neerlandès del segle xix.

## Biografia
Petrus Franciscus Greive va aprendre a pintar de Jean Augustin Daiwaille, Jan Willem Pieneman, i Christiaan Julius Lodewijk Portman. Va ser un membre de la societat d'Amsterdam Arti et Amicitiae i mestre a l'Acadèmia Reial d'Art d'Amsterdam, on va ensenyar als estudiants August Allebé, Joan Berg, Jan van Essen, Johan Conrad Greive (el seu nebot), Meijer de Haan, Marie Heineken, Cato van Hoorn, Diederik Franciscus Jamin, Jan Jacob Lodewijk ten Kate, Jacob Simon Hendrik Kever, Maurits Leon, Lambertus Lingeman, Coen Metzelaar, David Oyens, Betsy Repelius, Johanna Elisabeth Judith Rutgers, Hendrik Jacobus Scholten, Jacob Taanman i Karel Elias van Toulon.